# Komórka tretyczna
Komórka tretyczna lub komórka porowa – rodzaj komórki konidiotwórczej u grzybów. Jest to końcowa strzępka, na której wytwarzane są bezpłciowo zarodniki zwane konidiami.
Komórka porowa ma walcowaty kształt i często w części wierzchołkowej jest kolankowato wygięta. Najczęściej ma barwę od jasnobrunatnej do oliwkowobrunatnej i często trudno ją odróżnić od pozostałych komórek konidioforu. Posiada jeden lub kilka punktów, w których zachodzi wytwarzanie zarodników. Mówi się, że jest monoporowa lub poliporowa. W miejscach powstawania konidiów tworzą się na ścianie komórkowej ciemnobrunatne pierścienie, a po odrzuceniu zarodników pozostaje w niej okrągły otwór lub niewielkie wklęśnięcie.